# ブリーダーズカップ・ジュヴェナイルターフスプリント
ブリーダーズカップ・ジュヴェナイルターフスプリント（Breeders' Cup Juvenile Turf Sprint）とはアメリカ競馬の祭典であるブリーダーズカップ・ワールド・サラブレッド・チャンピオンシップの1日目に行われる、2歳馬による短距離競走である。創設は2018年。日本では、他の競走に倣ってBCジュヴェナイルターフスプリント（ビーシー - ）と簡略化されることが多い。
アメリカ競馬の2歳馬の芝短距離チャンピオンを決定する競走である。

## 歴史
- 2018年 創設。当年は国際グレードなしでリステッド競走として行われた（国際グレードに指定されるための条件に満たないため）。
- 2019年 G2に格付けされる。
- 2022年 G1に格付けされる[1]。

### 歴代優勝馬
| 回数  | 施行日        | 競馬場             | 距離 | 調教国・優勝馬    | 性齢 | 勝時計  | 優勝騎手         | 管理調教師     |
| ----- | ------------- | ------------------ | ---- | ----------------- | ---- | ------- | ---------------- | -------------- |
| 第1回 | 2018年11月2日 | チャーチルダウンズ | 5.5f | Bulletin          | 牡2  | 1:05.54 | J.カステリャーノ | T.プレッチャー |
| 第2回 | 2019年11月1日 | サンタアニタパーク | 5f   | Four Wheel Drive  | 牡2  | 0:55.66 | I.オルティス Jr. | W.ワード       |
| 第3回 | 2020年11月6日 | キーンランド       | 5.5f | Golden Pal        | 牡2  | 1:02.82 | I.オルティス Jr. | W.ワード       |
| 第4回 | 2021年11月5日 | デルマー           | 5f   | Twilight Gleaming | 牝2  | 0:56.24 | I.オルティス Jr. | W.ワード       |
| 第5回 | 2022年11月4日 | キーンランド       | 5.5f | Mischief Magic    | 牡2  | 1:02.41 | W.ビュイック     | C.アップルビー |
| 第6回 | 2023年11月3日 | サンタアニタパーク | 5f   | Big Evs           | 牡2  | 0:55.31 | T.マーカンド     | M.アップルビー |
| 第7回 | 2024年11月1日 | デルマー           | 5f   | Magnum Force      | 牡2  | 0:56.36 | C.キーン         | G.リヨン       |